# 제이크 브리검
제이콥 다니엘 브리검(Jacob Daniel Brigham, 1988년 2월 10일 ~ )은 미국의 야구 선수이자, 현 중화 직업봉구 대연맹 웨이취엔 드래곤스의 투수이다.

## 미국 프로야구 시절
2006년에 텍사스 레인저스에 입단하였다.

## 일본 프로야구 시절
2015년 12월 20일 도호쿠 라쿠텐 골든이글스와 계약했고, 등번호 17번을 배정받았다. 2016년 1월 29일 같은 팀 동료 레다메스 리즈, 재펏 아마도와 함께 공식 입단 기자 회견을 가졌다..
4월 14일 지바 롯데 마린스와의 경기에서 첫 선발 출장해 7이닝 5탈삼진, 7실점(6자책)을 기록하며 패전 투수가 됐다. 5월 14일에는 0.1이닝 2실점(1자책점)을 기록하며 첫 홀드를 기록했다. 11월 19일 라쿠텐은 공식적으로 그와 계약을 연장하지 않기로 했고, 12월 22일에 자유계약선수가 됐다.

## 미국 프로야구 복귀
2017년에 디트로이트 타이거스에 입단하였다.

## 한국 프로야구 시절

### 넥센 히어로즈&키움 히어로즈시절
2017년 5월부터 성적 부진으로 퇴출된 션 오설리반의 대체 외국인 투수로 총액 54만 달러에 영입됐다. 2017년 5월 18일 한화 이글스와의 경기에 선발 등판하며 KBO 리그 데뷔 첫 경기를 치렀다. 5이닝 무실점을 기록했지만 볼이 많았고, 노디시전이 됐다. 2017년 5월 30일 LG 트윈스와의 경기에서 7이닝 1실점으로 KBO 데뷔 첫 QS+를 기록함과 동시에 KBO 데뷔 첫 승리 투수가 됐다. 2017년 9월 17일 NC 다이노스와의 경기에서 6이닝 1실점으로 승리 투수가 되며 KBO 리그 데뷔 첫 해에 두 자릿 수 승을 달성했다. 2018년 9월 16일 롯데 자이언츠와의 경기에서 완봉승을 거뒀는데, 이는 그의 KBO 리그 데뷔 첫 완봉승이었다. 2018년 시즌 29경기에 등판해 199이닝, 13승, 3점대 평균자책점을 기록하며 이닝 이 터이자 안정감 있는 1선발의 면모를 보여줬다. 2019년에는 부상으로 중간에 이탈했음에도 불구하고 11승, 2점대 평균자책점을 기록했다. 그 공로를 인정받아 95만 달러에 재계약했다. KBO 역사상 3년차 외인이 100만 달러 이하에 계약한 첫 케이스이다. 하지만 2020년에도 부상으로 이탈해 시즌 후 재계약에 실패했다.

## 대만 프로야구 시절
2021년에 웨이취엔 드래곤스에 입단하였다.

## 한국 프로야구 복귀

### 키움 히어로즈복귀
2021년에 조시 스미스를 대체할 외국인 투수로 재영입되었다. 아내의 건강 문제로 7월에 미국으로 갔으나 입국이 계속 지연돼 2021년 9월 4일에 임의 탈퇴됐다.

## 별명
- 이름의 일부이자 무기의 한 종류인 '검'에서 유래된 '우리검', '불의 검', '집행검'이라고 불린다.

## 트리비아
- 독실한 개신교 신자이며, 전 두산 베어스 조시 린드블럼, 전 SK 와이번스 감독 트레이 힐만, 전 NC 다이노스 재비어 스크러그스와 함께 기독교 스포츠인 사역 단체 FCA의 회원이다.
- 가족을 굉장히 아끼고 사랑한다. 마운드에 오르기 전에 가족들(아내 테일러, 딸 스텔라, 아들 콥)과 유산으로 잃은 딸 그레이스의 이름 첫 글자를 마운드에 쓰는 습관 역시 이 가족애에서 비롯됐다.

## 통산 기록
| 연도          | 팀명          | 평균자책점 | 경기 | 완투 | 완봉 | 승 | 패 | 세 | 홀 | 승률  | 타자 | 이닝  | 피안타 | 피홈런 | 볼넷 | 사구 | 탈삼진 | 실점 | 자책점 |
| ------------- | ------------- | ---------- | ---- | ---- | ---- | -- | -- | -- | -- | ----- | ---- | ----- | ------ | ------ | ---- | ---- | ------ | ---- | ------ |
| 2015          | ATL           | 8.64       | 12   | 0    | 0    | 0  | 1  | 0  | 0  | 0.000 | 84   | 16.2  | 28     | 1      | 8    | 1    | 12     | 16   | 16     |
| 2016          | 라쿠텐        | 5.24       | 11   | 0    | 0    | 0  | 3  | 1  | 1  | 0.000 | 155  | 34.1  | 39     | 3      | 16   | 5    | 27     | 24   | 20     |
| 2017          | 넥센          | 4.38       | 24   | 0    | 0    | 10 | 6  | 0  | 0  | 0.625 | 619  | 144   | 166    | 17     | 26   | 13   | 98     | 77   | 70     |
| 2018          | 넥센          | 3.84       | 31   | 2    | 1    | 11 | 7  | 0  | 1  | 0.611 | 829  | 199   | 188    | 19     | 50   | 19   | 175    | 89   | 85     |
| 2019          | 넥센          | 2.96       | 28   | 0    | 0    | 13 | 5  | 0  | 0  | 0.722 | 669  | 158.1 | 148    | 5      | 46   | 12   | 130    | 62   | 52     |
| MLB 통산: 1년 | MLB 통산: 1년 | 8.64       | 12   | 0    | 0    | 0  | 1  | 0  | 0  | 0.000 | 84   | 16.2  | 28     | 1      | 8    | 1    | 12     | 16   | 16     |
| NPB 통산: 1년 | NPB 통산: 1년 | 5.24       | 11   | 0    | 0    | 0  | 3  | 1  | 1  | 0.000 | 155  | 34.1  | 39     | 3      | 16   | 5    | 27     | 24   | 20     |
| KBO 통산: 3년 | KBO 통산: 3년 | 3.72       | 83   | 2    | 1    | 34 | 18 | 0  | 1  | 0.654 | 2117 | 501.1 | 523.1  | 41     | 122  | 44   | 343    | 228  | 207    |